# Kurmangazy Sagyrbajuly
Kurmangazy Sagyrbajuly (kazašsky: Құрманғазы Сағырбайұлы; 1823–1896) byl kazašský lidový hudebník, skladatel a hráč na dombru. Měl velký vliv na vývoj kazašské hudební kultury.

## Životopis
Narodil se v roce 1818 nebo 1823 v Bukeevské hordě (dnes Západokazachstánská oblast) v chudé rodině. Od raného dětství hrál na dombru. Chlapcova raná láska k hudbě nevzbudila nadšení jeho otce. Kurmangazyova matka Alka naopak syna podporovala. Kurmangazy ve své rodné vesnici s nadšením naslouchal při návštěvách lidových pěvců, mezi nimiž vynikal Uzak, který u mladého Kurmangazyho vyvolal zvláštní zájem o hudbu a předpovídal mu velkou budoucnost. Ve věku 18 let Kurmangazy opustil svou rodnou vesnici a začal život potulného zpěváka. Studoval také u slavných hráčů dombry jako byl Bayzhuma, Balamaisan, Baybakty, Eszhan a Sherkeshe.
Byl očitým svědkem lidového povstání Kazachů (1836-1838), které vedl Isataj Taimanov a Machambet Utemisov proti chánovi Džangirovi. Jedma z prvních Kurmangazyho vlastních písní (tzv. kyuis) nazvaná Kiškentai (Malý) byla věnována právě tomuto povstání. Za některé své kritické písně byl opakovaně uvězněn. Po propuštění vytvořil jedny ze svých nejznámějších písní Alatau a Sarjarka, jež je často označovaná za jeho nejslavnější píseň. Dochovalo se asi 60 jeho písní.
Kurmangazy se stýkal s představiteli ruské progresivní kultury - filology, historiky, etnografy, kteří shromažďovali materiál o kazašské hudbě, k takovým patřil zejména novinář a básník Nikita Savičev. V roce 1880 se Kurmangazy usadil ve městě Sachma poblíž Astrachaně. Shromáždil zde své žáky, patřili k nim Machambet Utemisov, Dina Nurpeisova nebo Ergali Eszhanov.
Od roku 1993 jde vyobrazen na kazachstánské bankovce v hodnotě 5 tenge.